# 觿螺科
觿螺科，舊作釘螺科:25，是新進腹足類的一個科級分類單元，是一種腹足綱軟體動物的分類，其物種棲息於淡水、鹹淡水交界及海水。舊屬盤足目:25，屬於玉黍螺類支序截螺總科。

## 分類
本科之下包括二百多個屬，可分為11個亞科。以下只列出部分的屬：
- 觿螺亞科 Hydrobiinae[5]
  - 觿螺屬 Hydrobia
  - Peringia[5]

以下分類單元舊屬本屬，現時被分到其他分類單元：
- 溪螺科 Amnicolidae Tryon, 1863
  - 秋吉螺属 Akiyoshia[6]
- 豆螺科 Bithyniidae Gray, 1857
  - 豆螺屬 Bithynia
  - 小豆螺屬 Bythinella Moquin-Tandon, 1856[6][7]
  - 沼螺屬 Parafossarulus
- 蓋螺科
  - 釘螺屬 Oncomelania